# Królik Wołoski
Królik Wołoski – wieś w Polsce położona w województwie podkarpackim, w powiecie krośnieńskim, w gminie Rymanów.
Wieś prawa wołoskiego w latach 1551-1600. Na przełomie XVI i XVII wieku położona była w ziemi sanockiej województwa ruskiego. Wieś klucza jaśliskiego biskupów przemyskich. Dawniej była to wieś łemkowska, została wysiedlona w 1947 w czasie akcji „Wisła”. Od tego czasu pozostaje niezamieszkana.
Znajdują się tu między innymi ruiny murowanej cerkwi greckokatolickiej pw. Przeniesienia relikwii św. Mikołaja (zbudowanej w 1843 z kamienia rzecznego).
Obok cmentarz z XIX-wiecznymi nagrobkami. Cmentarz ten został odnowiony w lipcu 1996 podczas obozu konserwatorskiego „Nadsanie” zorganizowanego przez Stanisława Krycińskiego.
W górnej części miejscowości, pod Przełęczą Szklarską, przy szosie, znajduje się najstarsza w okolicy kapliczka murowana z końca XVIII wieku.

## Galeria

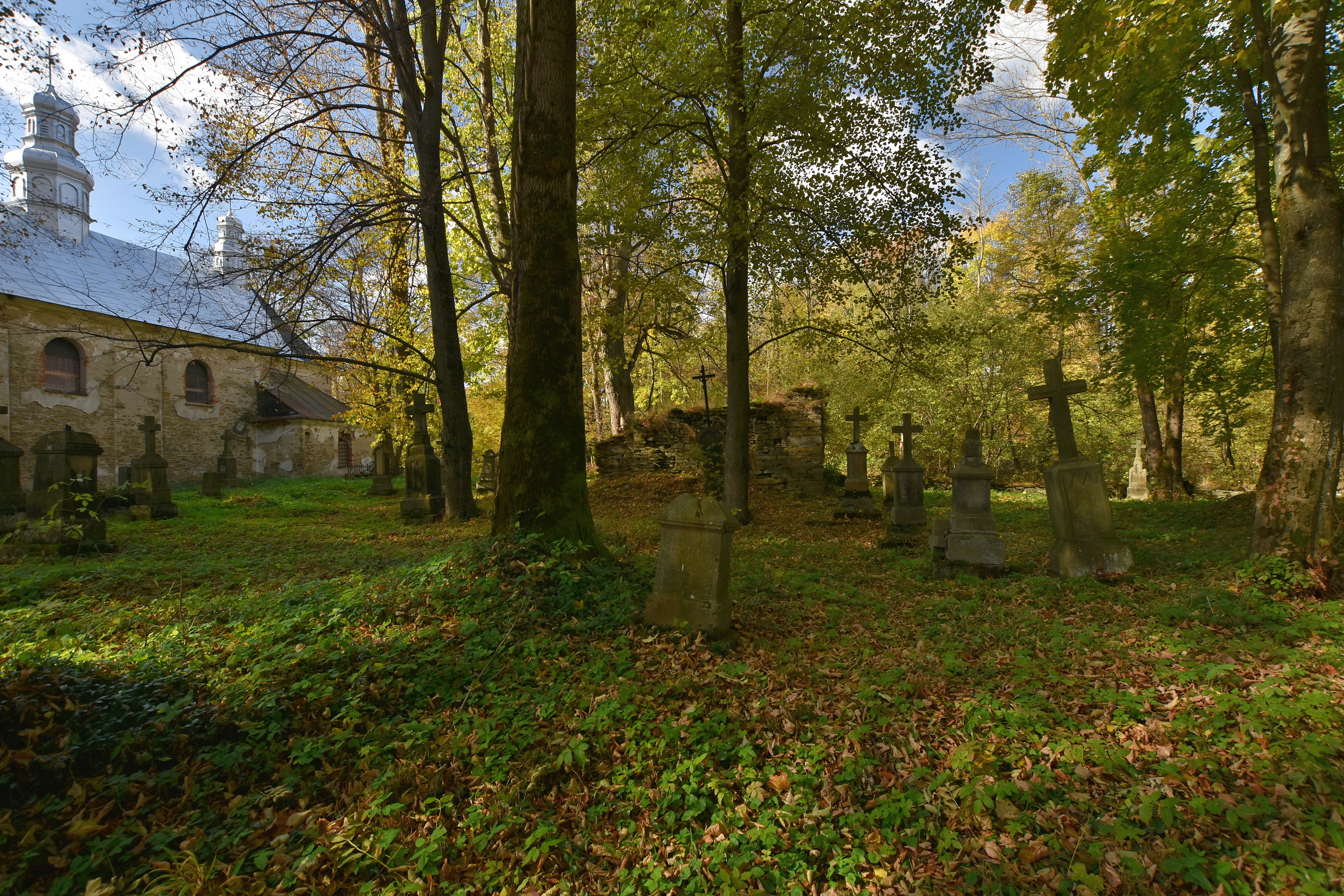
Cmentarz przycerkiewny
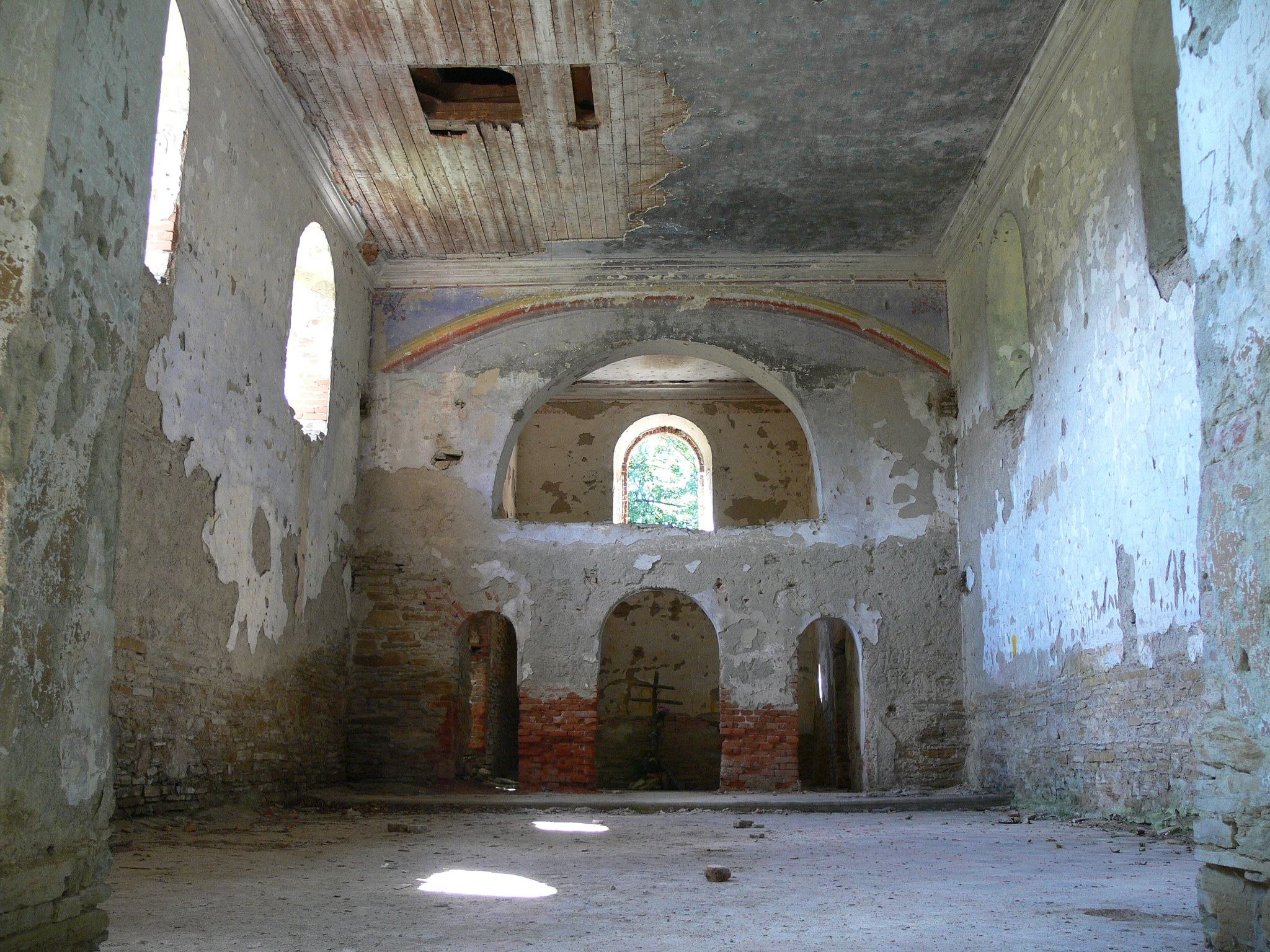
Ruiny cerkwi – wnętrze
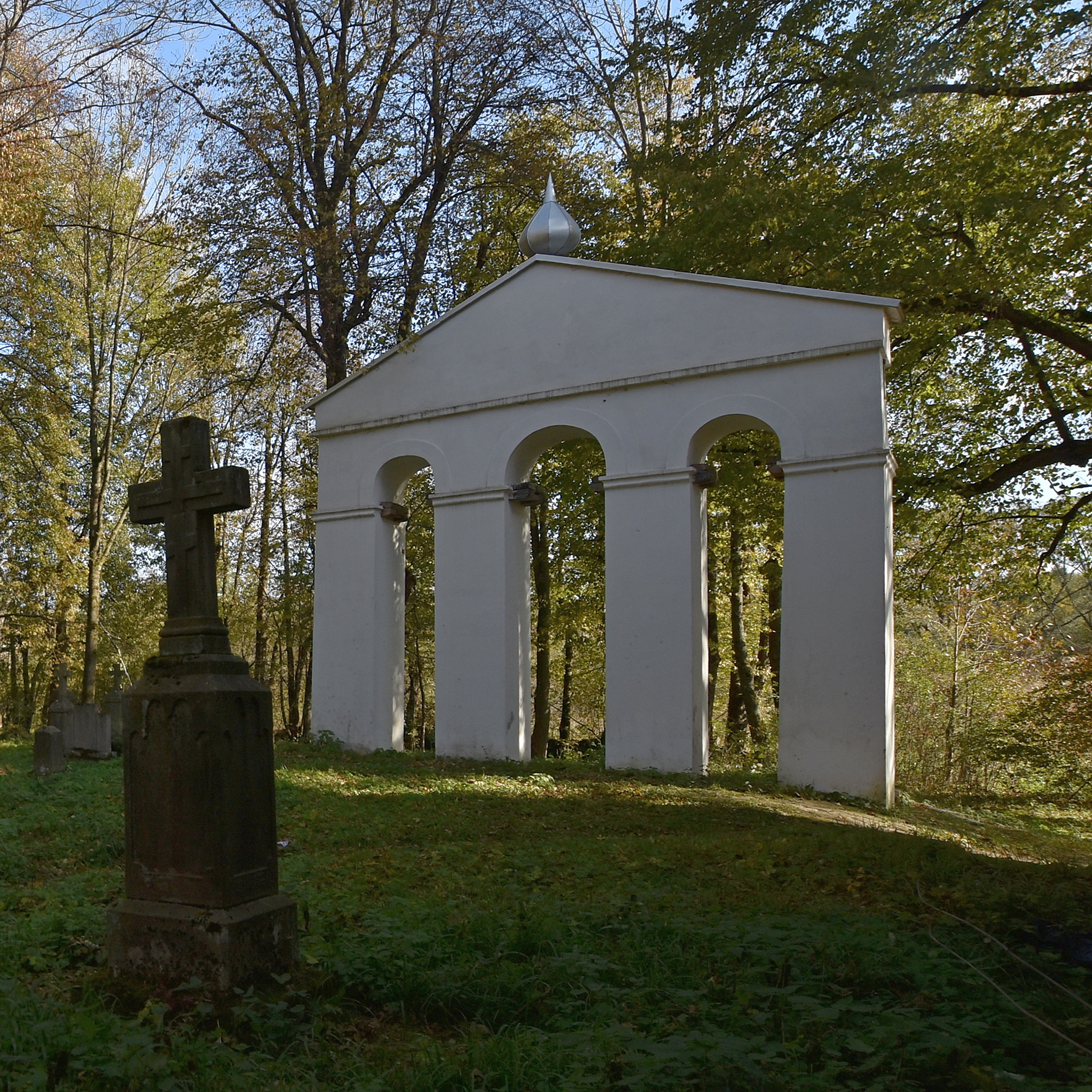
Dzwonnica